# Bras-Panon
Bras-Panon is een gemeente op Réunion en telt 11.838 inwoners (2011). De oppervlakte bedraagt 88,55 km², de bevolkingsdichtheid is 134 inwoners per km².